# Kaysee Montejano
Kaysee Montejano de son vrai nom Emmanuel Toko Kimbembe, est né le 23 décembre. Il est artiste-compositeur, producteur de disc, et un des précurseurs du rap béninois.

## Biographie
Kaysee Montejano nait le 23 décembre au Congo-Brazzaville. Il commence, vers 1987, à faire ses premiers pas dans l’écriture de textes et à rapper les textes avec d’autres rappeurs du moment. Mais ce n’est qu’en 1992 que Kaysee forme, alors en terminale à Brazzaville, son premier groupe de rap, Double-MC avec son cousin Oby-Marf. Quelques mois après, le groupe sera transformé en « Izy-Triggaz » (la gâchette facile) avec l’adhésion de Crazy"S". En moins d’un an, ce dernier groupe connaît un essor et se transforma rapidement en un clan avec l’adhésion du CIO (Concept Idéologique Offensif), Ya batos, Joe Bak et bien d’autres. Ceci lui a permis d’adhérer au label « La production Afroocentrik » créé par Dr Mfuma Strong, un rappeur congolais de ce temps. En 1996, Kaysee rejoint ses parents au Bénin. Quelques mois plus tard, il fait la rencontre de Fuza, chanteur du groupe Houé Black (groupe composé à l'époque de Tchayé, l'actuel Archange d'Ardiess, et de Jessica) lors d’un show. Il participe à la création du groupe RDS (l'actuel Ardiess) qui voulait dire "Rats Des Studios". Vers 1998, Kaysee retourne au Congo pour poursuivre ses études après avoir obtenu son BTS en Commerce Internationale à CEPIB formation en 1998. Toujours en parallèle avec son rap, il suit des formations en Anglais et en programmation d'applications en 2002. Malgré la guerre dans le pays il obtint sa maîtrise en droit,,,.

## Discographie
Le 5 Octobre 2005, Kaysee sort son premier album « Génésis »(le commencement en anglais). Ce qui lui a d’ailleurs valu le titre de « Meilleur Rappeur du Bénin ». On note des collaborations avec Polo Orisha (L'homme qui l'a réellement lancé), de Mano du groupe Ardiess (Groupe mythique de Cotonou) et de Resteen Peace (Son ombre). "Ma vie" sortie fin 2006 avec la collaboration du groupe Ardiess. En 2008 il remporte le trophée « Meilleur Flow du Bénin au R&B awards ». Dans la même année, il sort "Armageddon", album de quinze titres entièrement réalisé par Sam-Seed avec une forte collaboration comme, Esprit neg (Lyrical Beethoven; Mon Rap; Requiem), et la Big star de la saison 07 Duce (Nos rêves ; Denda),,,.